# گوروس
گورگن گئورگی "گوروس" بارونی-هوسپیان (ارمنی: Գուրգեն Գևորգի "Գուրոս" Պարոնյան-Հովսեփյան؛ ۱۵ سپتامبر ۱۹۰۵ – ۳۰ آوریل ۱۹۸۱) یک نقاش اهل ارمنستان بود. وی نقاش شایسته ارمنستان شوروی و عضو اتحادیه هنرمندان ارمنستان بود.

## زندگی‌نامه
گوروس در ۱۵ سپتامبر ۱۹۰۵ در شهرک گوریس در خانواده سرشناس ملیک-اوهانیانس به دنیا آمد. ملیک اوهان پدربزرگ و گئورگ پارونیان پدر وی گوروس بودند. تنها یک سال سن داشت زمانی که پدر گوروس درگذشت وی تنها یک سال سن داشت و در سن دو سالگی نیز مادرش را از دست داد بنابراین تحت سرپرستی عمه اش قرار گرفت که بافنده سرشناس فرش بود. گوروس به عنوان یک عکاس وارد عرصه هنری گشت. به مدت ده سال وی دائماً در عرصه عکاسی حضور داشت. وی شیفته عکاسی از طبیعت بود. در سال ۱۹۲۸ یک استودیوی هنری در گوریس افتتاح شد و تا سال ۱۹۳۲ به فعالیت پرداخت. در سال ۱۹۳۱ وی پیشه نقاشی را شروع کرد. در سال ۱۹۳۳ گوروس به ایروان نقل مکان نمود و در مؤسسه تحقیقاتی-علمی به عنوان عکاس شروع به فعالیت نمود. در سال ۱۹۳۶ وی در نمایشگاه‌های جمهوری خواهان شرکت کرد. در سال ۱۹۳۹ گوروس از عکاسی دست کشید و به خویش را نقاشی اختصاص داد. از سال ۱۹۳۹ گوروس عضو اتحادیه هنرمندان ارمنستان بود. نمایشگاه‌های انفرادی گوروش در سال ۱۹۴۵ و ۱۹۵۸ در ایروان و در سال ۱۹۶۳ در گوریس، سیسیان و کاپان سازماندهی شدند. در سال ۱۹۶۵ عنوان هنرمند افتخاری جمهوری شوروی سوسیالیستی ارمنستان به گوروس اعطا گردید. وی در ۳۰ آوریل ۱۹۸۱ درگذشت. پس از مرگش چندین نمایشگاه وی در داخل و خارج از ارمنستان سازماندهی شده است.